# Pillnitzer Elbinsel
Die Pillnitzer Elbinsel (historisch auch Pillnitzer Heger) ist eine von zwei Flussinseln, die der Lauf der Elbe im Territorium des deutschen Bundeslands Sachsen aufweist. Sie ist nach dem Dresdner Stadtteil Pillnitz benannt.

## Lage

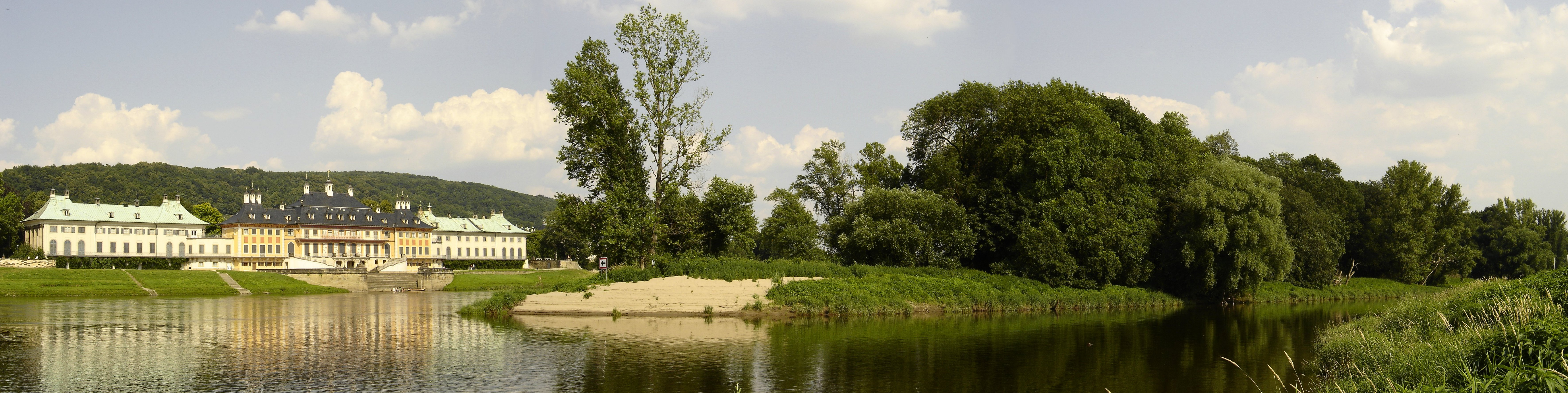
Die Elbinsel vor Schloss Pillnitz

Die Insel befindet sich am südöstlichen Rand der Landeshauptstadt Dresden, etwa beim Elbe-Kilometer 42 (die Zählung beginnt an der tschechischen Grenze). Ihre Länge misst knapp 1000 Meter, die breiteste Stelle etwa 200 Meter. Sie wird rechts vom Hauptstrom der Elbe umflossen, links von einem schmalen, nicht schiffbaren Nebenarm. Auf Höhe ihrer flussabwärtigen Spitze (Zusammenfluss der beiden Elbarme) liegt am rechten Flussufer das Wasserpalais des Schlosses Pillnitz.
Die benachbarten Stadtteile der Insel sind im Nordosten Pillnitz, im Südosten Söbrigen, im Südwesten Zschieren und im Westen Kleinzschachwitz.

## Geschichte und Natur

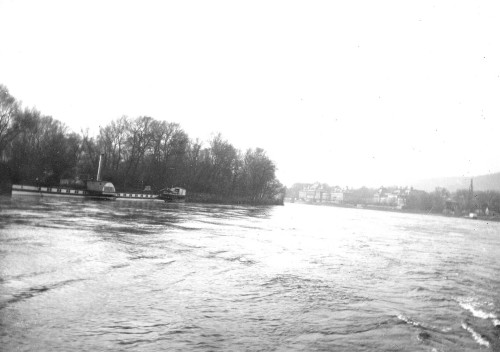
Pillnitzer Elbinsel um 1900 (mit Dampfer „Bohemia“; Fotografie von Ermenegildo Antonio Donadini)

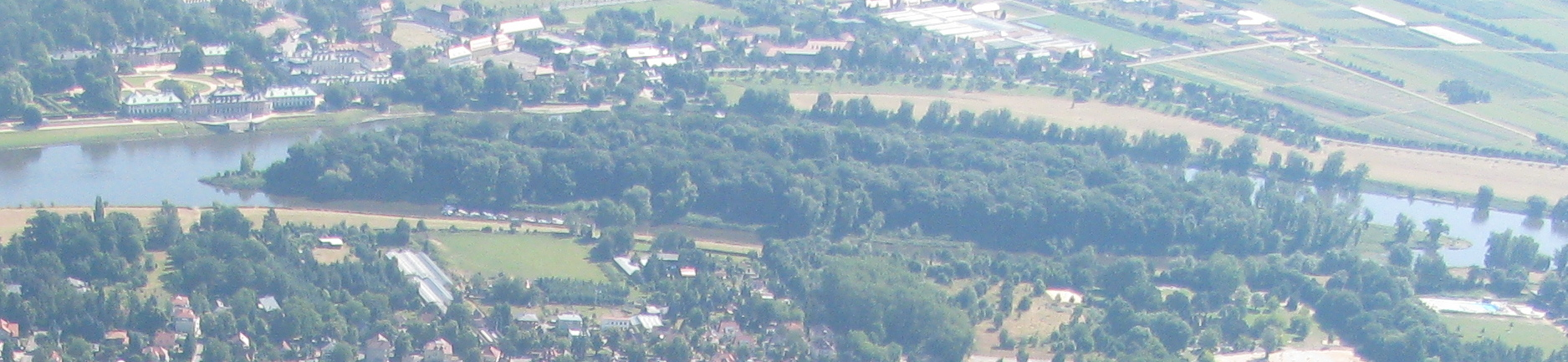
Luftbild der Pillnitzer Elbinsel (29. Juni 2010)

Um 1830 existierten noch etwa 18 Elbinseln in Sachsen. Den damaligen Standortverhältnissen im unregulierten Fluss entsprechend setzte sich ihre Vegetation, soweit sie nicht durch Nutzung überprägt war, aus dem Artenspektrum der Weichholzaue zusammen, wahrscheinlich häufig nur in Gestalt von Gebüschen und Staudenfluren und eher zerstreut mit höheren Bäumen durchsetzt. Auch auf der Pillnitzer Insel hielt man jahrhundertelang die Grünland- gegenüber der Holznutzung für zweckmäßiger, so dass sich dort eine scharf konturierte große Wiese innerhalb eines früher nur schmalen uferbegleitenden Gehölzsaumes herausbildete.
Der bescheidene und zudem unsichere wirtschaftliche Ertrag der Inseln vermochte ihre Nachteile als permanente Hindernisse für den Schiffsverkehr nicht aufzuwiegen. So fielen sie schließlich fast alle den Flussausbauten ab Mitte des 19. Jahrhunderts zum Opfer. Die Pillnitzer Insel blieb zwar erhalten, doch wurden ihre Außenkonturen zur strömungstechnischen Stabilisierung beträchtlich umgestaltet und die stromseitigen Uferzonen mittels Werksteinbelag befestigt. Gleichzeitig bewirkte die Vertiefung des Flussbettes eine relative Aufhöhung der Insel über den mittleren Wasserstand und rückte sie wieder ins Blickfeld der Forstwirtschaft. In der zweiten Hälfte des 19. Jahrhunderts wurden mancherlei Anpflanzungen vorgenommen, teils mit experimentellem, teils auch parkartigem Charakter, welche die Baumartenkombination des Inselwaldes deutlich in Richtung Hartholzaue überformten. Zwar entstanden dadurch interessante, sogar „urwaldartig“ anmutende Bestände, doch zeigten sich auch erhebliche Probleme des Standorts. Beide Umstände haben wohl dazu beigetragen, dass auf die Endnutzung verzichtet und die Insel bereits 1924 zum Naturschutzgebiet erklärt wurde. Seither entwickelt sich der Wald weitestgehend unbeeinflusst von direkten menschlichen Eingriffen. Die Wiese wurde dagegen noch bis weit ins 20. Jahrhundert sporadisch genutzt, erst 1989 zum definitiv letzten Mal.
Ungeachtet der also nicht vollkommen urwüchsigen Herkunft haben die Lebensräume und -gemeinschaften auf der Pillnitzer Insel wegen ihrer vor Störung und Nutzungsdruck relativ geschützten Situation sehr gute Voraussetzungen für eine naturnahe Weiterentwicklung. Über 400 Pflanzenarten besiedeln heute die Vielfalt der Biotope vom Hochwald bis zu den offenen Pionierfluren der Überschwemmungsbereiche, darunter die in Sachsen vom Aussterben bedrohte Schwarzpappel. Durch ihre Ruhelage stellt die Insel einen wichtigen Nist-, Lebens- und Rastraum für etwa 50 Vogelarten dar. Neben spektakulären Säugetierarten wie Fischotter und Biber nutzen auch verbreitete Arten wie Reh, Wildschwein und Fuchs das einzigartige Refugium.

## Naturschutz
Die Pillnitzer Insel ist seit 1924 Naturschutzgebiet und damit eines der ältesten in Sachsen. Zu DDR-Zeiten hatte zumindest der bewaldete Flächenanteil den Status eines Totalreservats. Eine Neufassung der Schutzverordnung 2006 fügte sie mit der etwa 30 Kilometer flussabwärts gelegenen Gauernitzer Elbinsel zum Naturschutzgebiet „Elbinseln Pillnitz und Gauernitz“ zusammen. Außerdem ist die Pillnitzer Insel Teil des Landschaftsschutzgebietes „Dresdner Elbwiesen und -altarme“ sowie des FFH-Gebietes „Elbtal zwischen Schöna und Mühlberg“ (EU-Meldenummer DE4545-301) und des gleichnamigen Vogelschutzgebietes (DE4545-452) im europäischen Schutzgebiets- und Biotopverbundsystem Natura 2000.

## Dresdner Elbtal
Die Elbinsel ist ein wichtiger landschaftlicher Bestandteil der Kulturlandschaft Dresdner Elbtal und ergänzt sich darin mit den bewaldeten Elbhängen, den Weinbergen vor allem in Pillnitz und den Elbwiesen.